# Piptochaetium avenaceum
Piptochaetium avenaceum är en gräsart som först beskrevs av Carl von Linné, och fick sitt nu gällande namn av Parodi. Piptochaetium avenaceum ingår i släktet Piptochaetium och familjen gräs. Inga underarter finns listade i Catalogue of Life.

## Bildgalleri

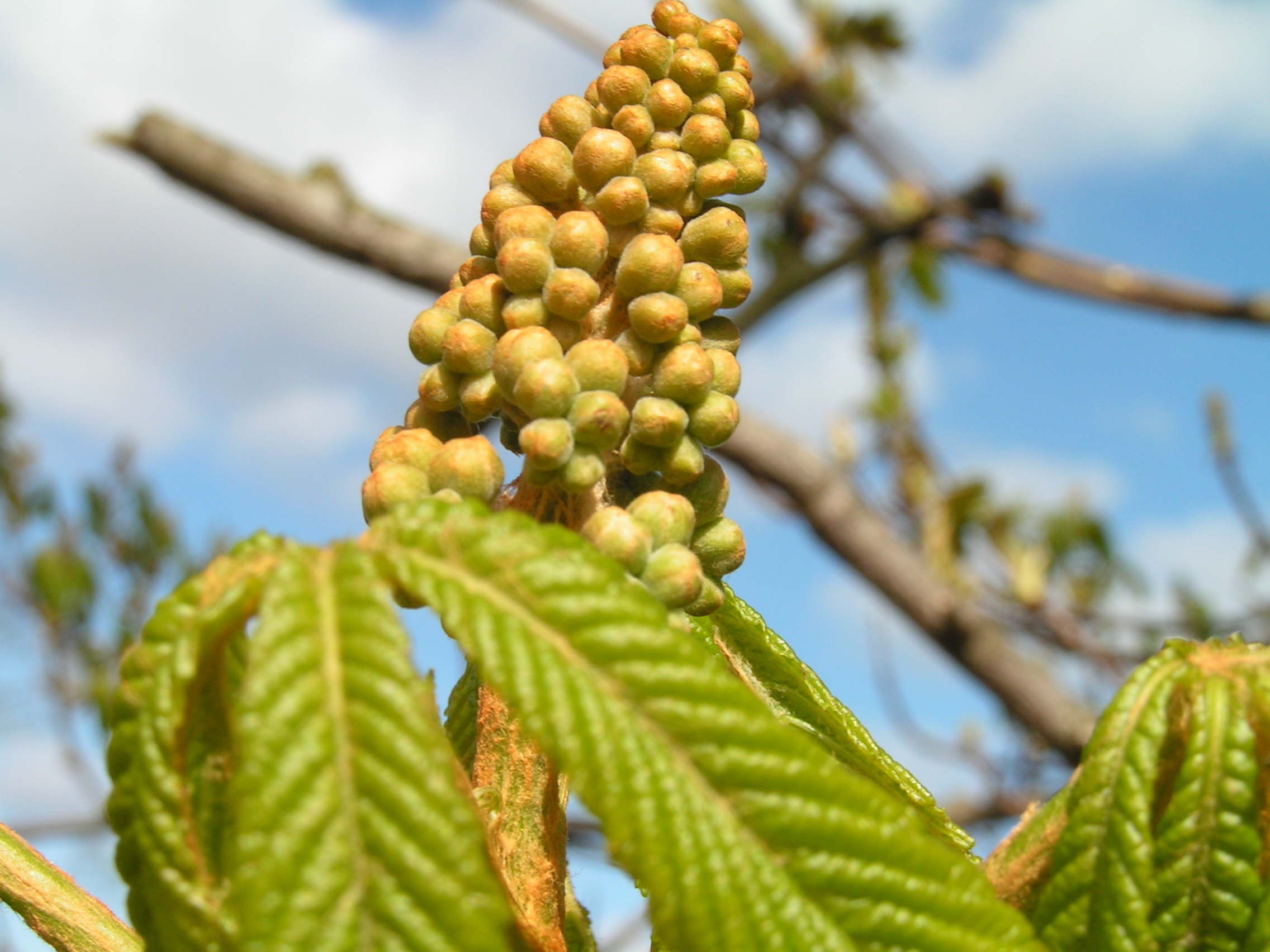
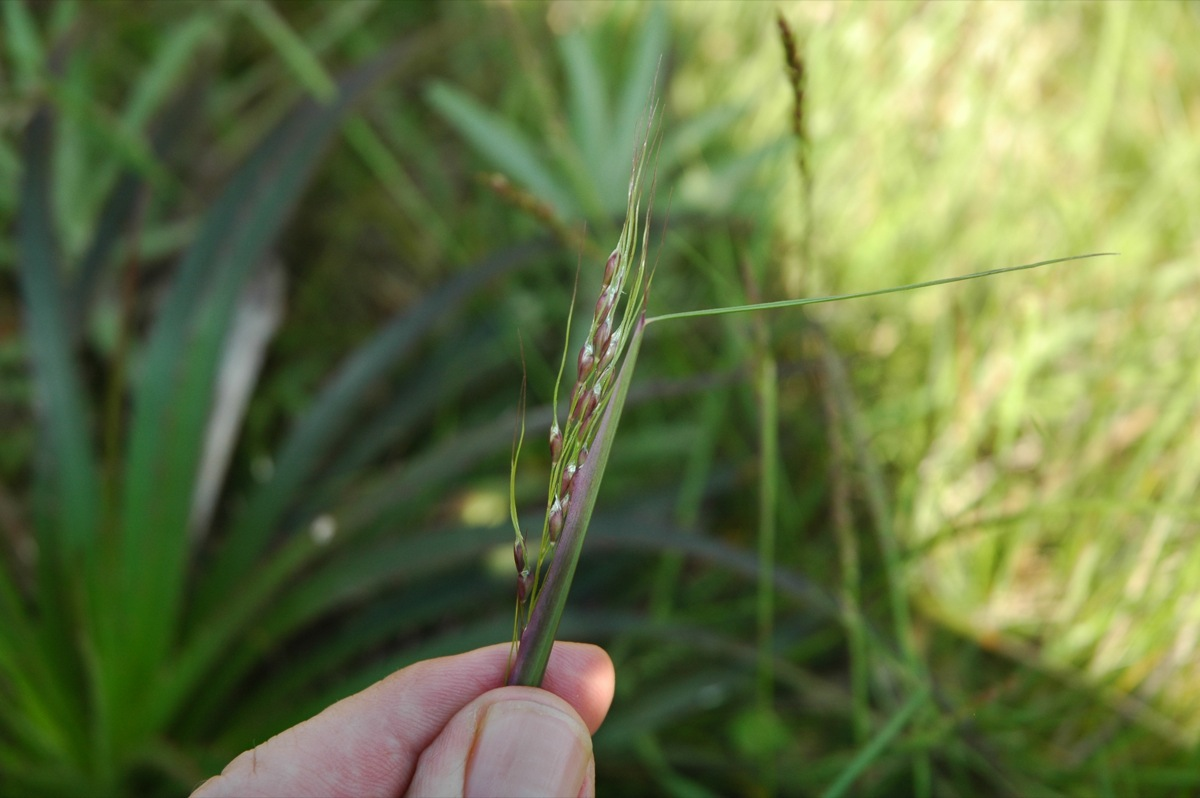